# Pataki Maurus
Pataki Maurus Pál (Gyetva, 1893. április 5. – Pozsony, 1965. november 30.) bencés szerzetes, pap, tanár.

## Élete

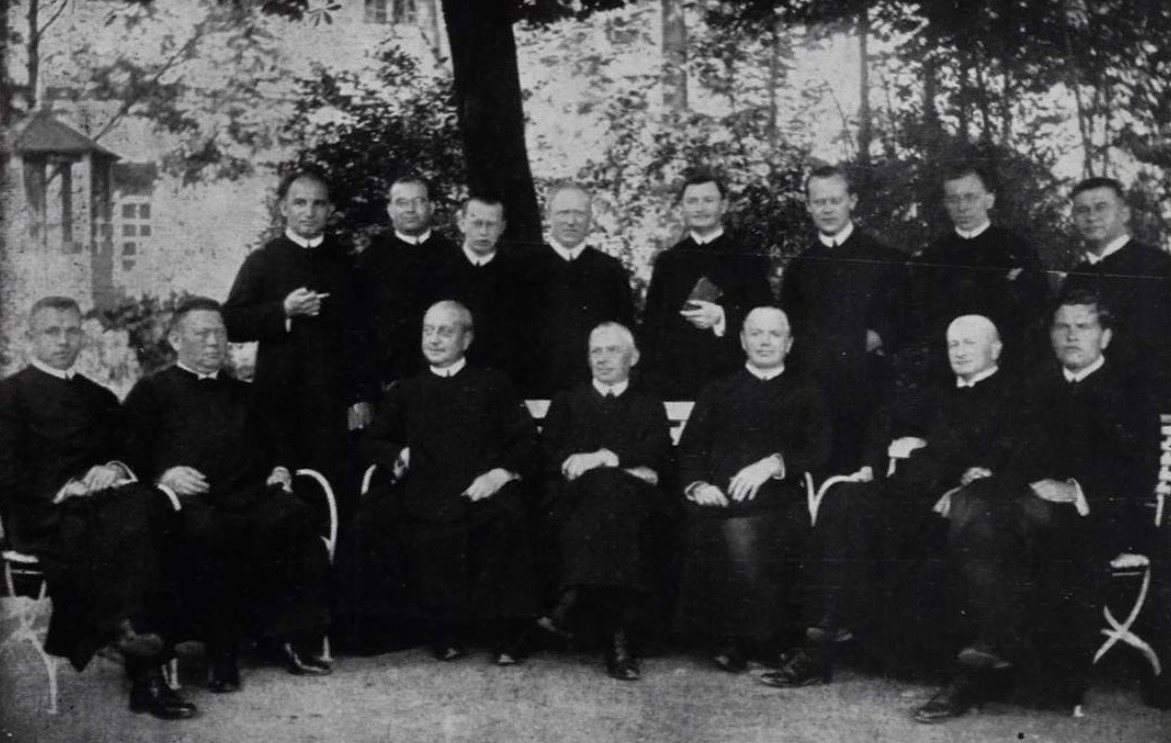
A komáromi bencés tanár kar 1923-ból (felső sor jobbról a harmadik.)

Szülei Pinhack Gusztáv és Friedrich Mária. Szülőföldjén már gyermekkorában megtanult az anyanyelvén kívül németül és szlovákul. 1903-1911 között a losonci magyar királyi állami főgimnáziumba járt, majd érettségizett. 1911. augusztus 6-án belépett a bencés rendbe. 1912-1916 között a pannonhalmi Szent Gellért főiskolán tanult. 1913. május 25-én egyszerű, 1916. május 28-án ünnepi fogadalmat tett. 1916. június 29-én pappá szentelték.
1916-1921 között a pápai bencés gimnázium, 1921-1945 között pedig a komáromi Szent Benedek-rendi gimnázium rendes tanára volt. 1919-ben szerzett gimnáziumi tanári oklevelet. A Budapesti Középiskolai Tanárvizsgáló Bizottság német nyelv és irodalom, latin nyelv és irodalom szaktárgyakból 1919. március 24-én állította ki tanári oklevelét. Magyar, német, és szlovák nyelvet tanított. Szaktárgyain kívül hittant, ókori történelmet, szlovák és cseh nyelvet és irodalmat is tanított. Rábízták a Palkovich Diákotthon és Menza igazgatását, ő   lett az iskolai zeneszertár őre, énekfelügyelő és ünnepélyrendező.
Az 1945-ös tanév végén Csehszlovákiában a magyar nyelvű oktatást minden szinten megszüntették. A bencés gimnáziumot bezáratták, csupán egy érettségiző évfolyam ment Érsekújvárba vizsgázni.
1949. május 27-én a komáromi rendházat is el kellett hagyniuk. Znióváraljára vitték, ahol 1949-1954 között káplánként szolgált. Amikor hazautazott szülőfalujába, ott a plébánián hitoktatást végezhetett, annak anyagát sokszorosította tanítványai számára. Vallásos tartalmú szövegek engedély nélküli sokszorosítása miatt letartóztatták, és egy ideig őrizetben tartották. Szabadulása után 1954-1958 között Privigyén volt káplán, 1959-1965 között Bazinban élt nyugalomban.
Komáromban a bencés tanárok közös kriptájában nyugszik.

## Emléke

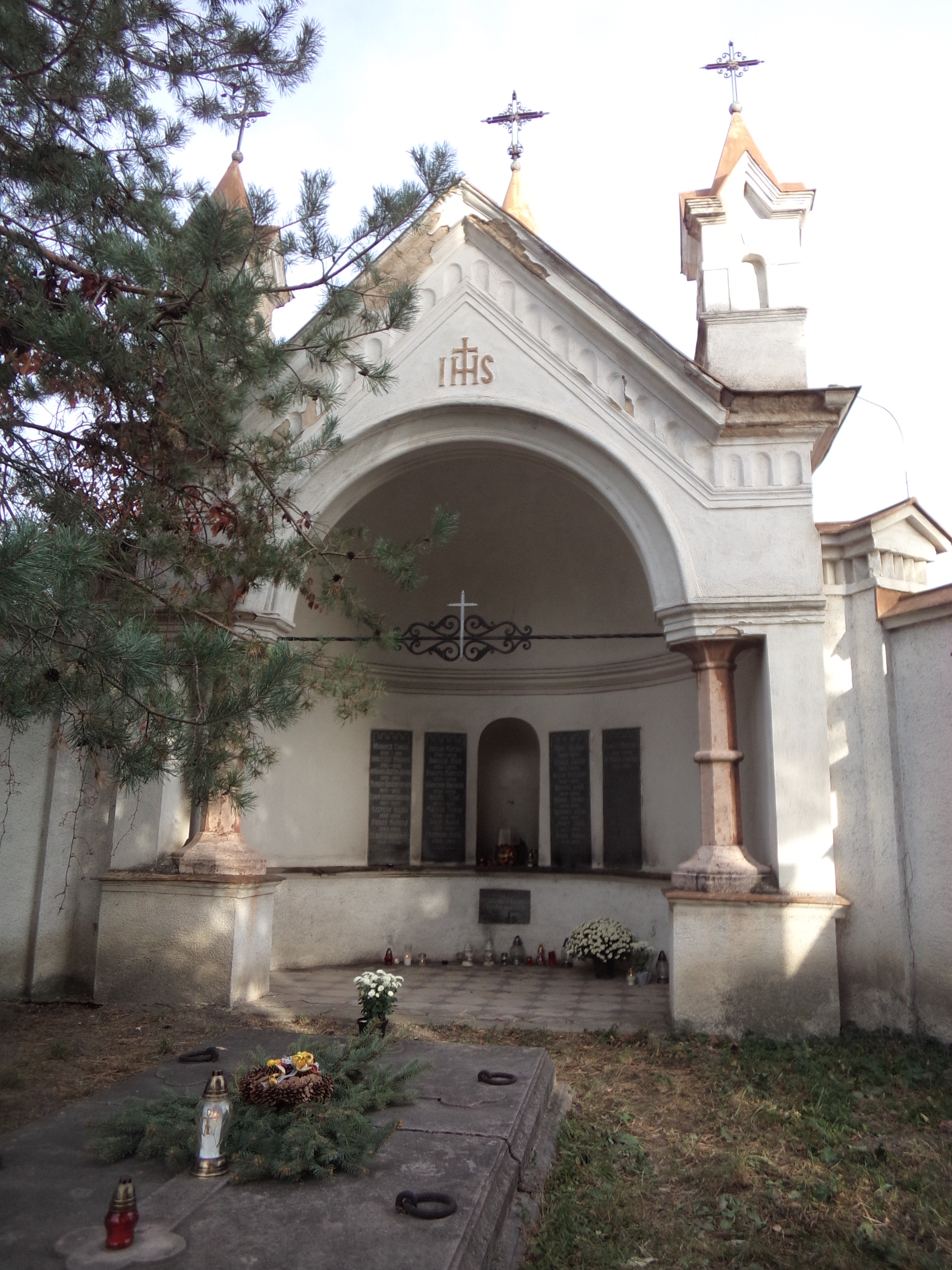
A bencés kripta Komáromban
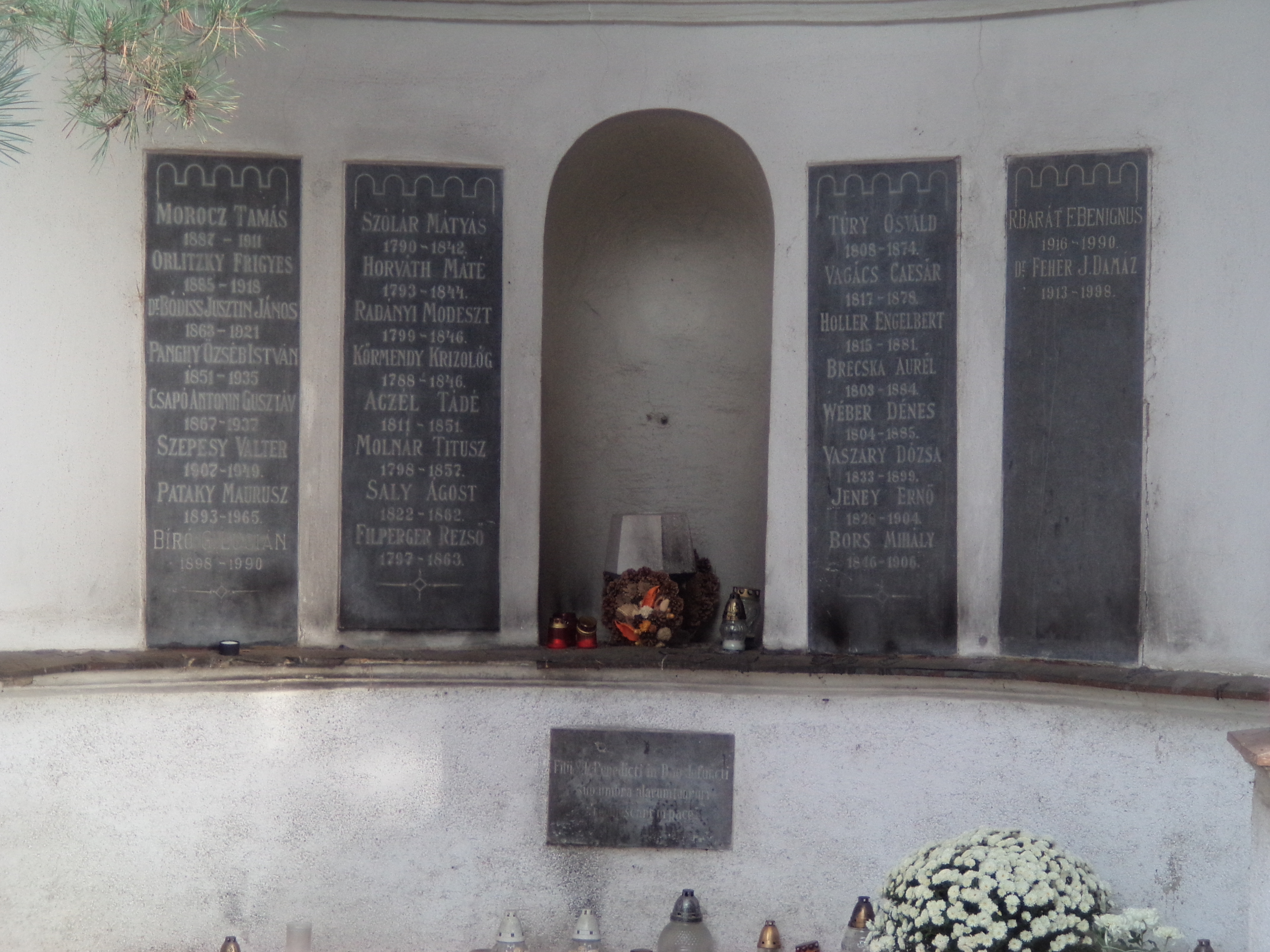

## Művei
- 1925/1948 Chlapci z Pavlovskej ulice (Pál utcai fiúk fordítás)